# Fukiishi

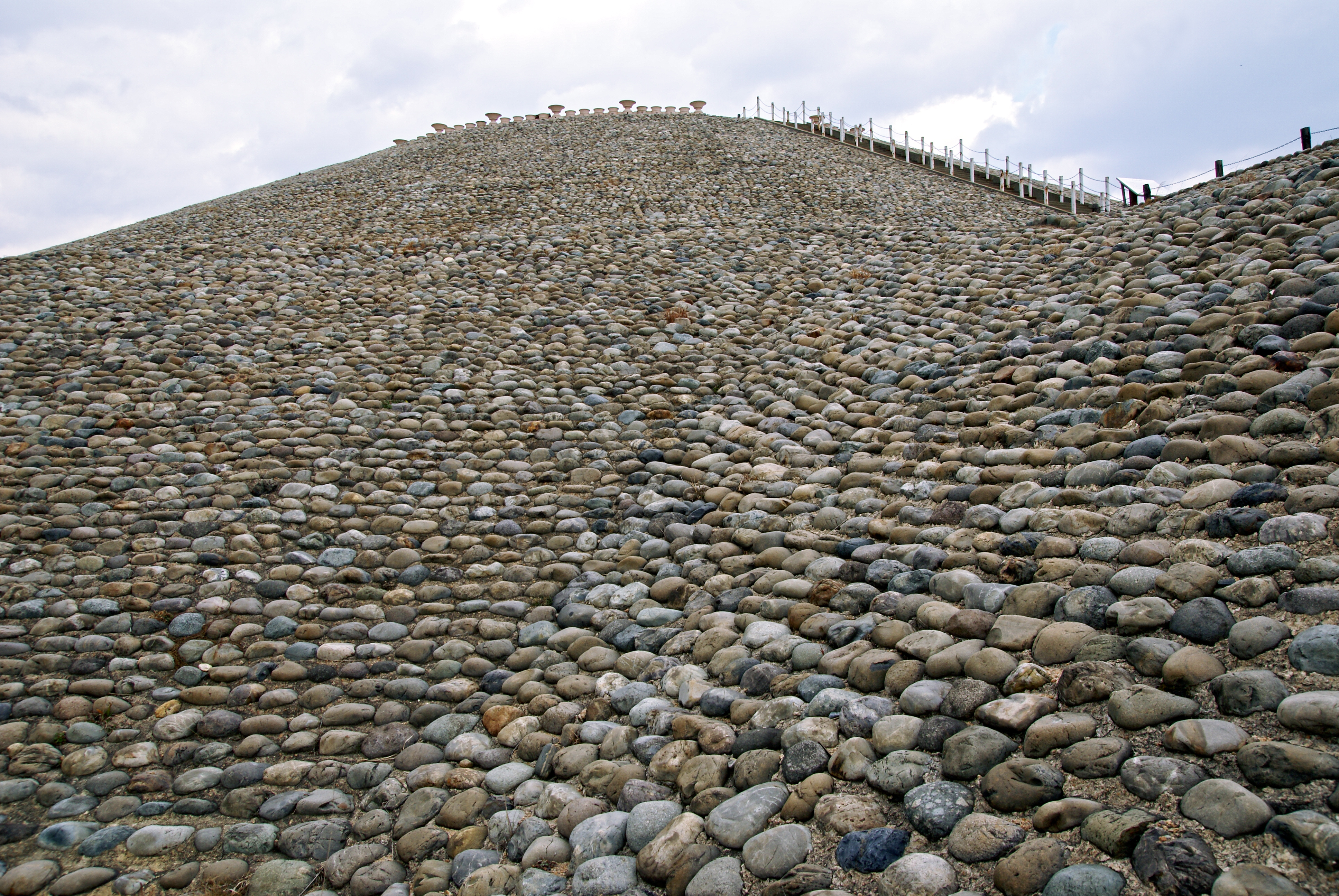
Le bout rond de Goshikizuka Kofun à Kobe recouvert de fukiishi restauré

Le Fukiishi (葺石 ou 葺き石« pierre de toiture ») désigne la manière de recouvrir les chambres funéraires et les tumulus funéraires pendant la période Kofun du Japon ( c. 250–538 ). Des galets collectés dans le lit des rivières étaient fixées sur les pentes du kofun surélevé et d'autres chambres funéraires. On considère qu'ils descendent des formes utilisées dans les tumuli de la période Yayoi. Ils sont communs au début et au milieu des périodes Kofun, mais la plupart des tumuli de la période Kofun tardive n'en ont pas.

## Origine et ascendance

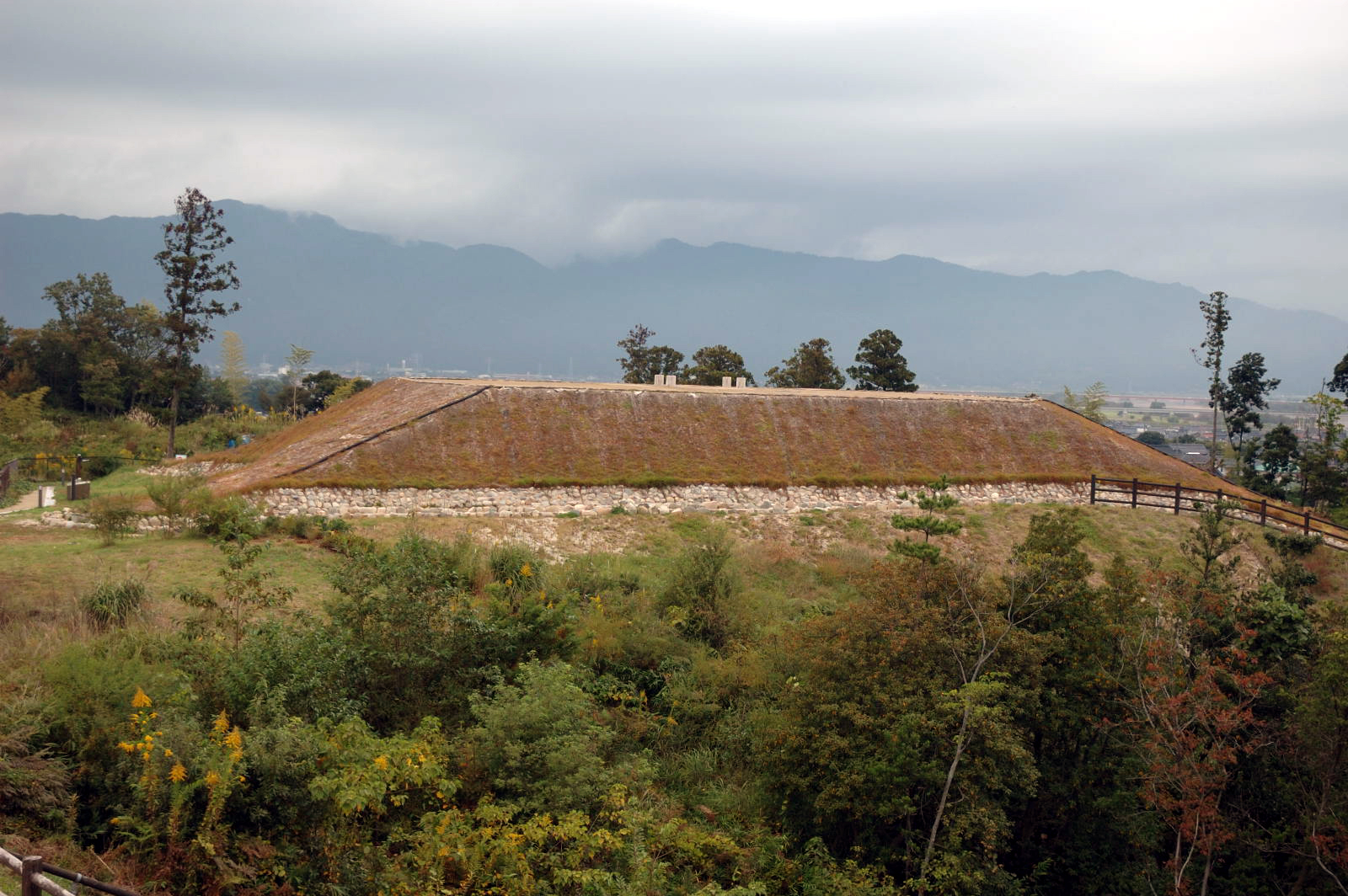
Ce que l'on pense être des proto-fukiishi sur le Nishidani kofun No. 3 à Izumo, Shimane

Des tombes couvertes de fukiishi apparaissent sporadiquement dans l'ouest du Japon à partir de la période mi-Yayoi et se poursuivent jusqu'à la période Kofun. On pense que les Fukiishi sont un élément caractéristique de la période du kofun au moment où ils faisaient leur première apparition; ce qui est considéré comme le plus ancien exemple de ce qui devait conduire la forme généralement fixée peut être vu à  Hashihaka kofun (ja)et le Hokeno-yama kofun (ja)  présumé légèrement plus ancien, dans la ville de Sakurai dans la préfecture de Nara . Ni fukiishi ni haniwa n'accompagnent les monticules d'avant la régularisation comme dans le Groupe de kofun en forme de trou de serrure de Makimuku (ja)
Le hariishi (貼石) vu au Yosumi Tosshutsu funkyūbo (ja),(« tumulus à quatre coins de projection ») dans la région de San'in dans l'ouest du Japon est souvent présenté comme un ancêtre du fukiishi . Le périmètre du pied du kofun No. 3 de Nishidani kofungun (en) à Izumo dans la préfecture de Shimane est complètement recouvert de hariishi . Le tertre funéraire de Tatetsuki (ja), site archéologique de la ville de Sōja dans la préfecture d'Okayama est entouré de rangées de pierres; de tels exemples sont largement observés dans les régions de San'in et les régions voisines de région de San'yō (en), où des exemples de tumulus délimités par des piles de murs de pierre sont également vus.

## Terminologie
Dans son rapport sur une fouille en 1915 sur le monticule No. 21 du groupe funéraire Saitobaru kofungun dans ce qui est maintenant la ville de Saito dans la préfecture de Miyazaki, l'historien Ryū Imanishi intitula une entrée hyōmen no fukiishi (« pierres de toiture de surface »)  dans laquelle il décrivait l'état du fukiishi dans un plan de niveau et une coupe transversale.
Le terme fukiishi entra en usage comme terme archéologique en grande partie en raison de l'influence du,livre de Kenji Takahashi's  (ja), Kofun to jōbunka ( Kofun et la culture ancienne, 1922). À l'aide d'exemples de kofun dans la région de la capitale de Kínai, Takashi y décrivit le fukiishi comme servant à la fois à des fins pratiques et décoratives: en termes pratiques, l'utilisation de galet offrait une protection contre le vent, la pluie et le froid, tandis que les pierres servaient embellir le monticule qui avait été après tout construit au-dessus du sol pour attirer l'attention du public et pour impressionner et susciter la piété chez les fidèles en visite.

## Recherche

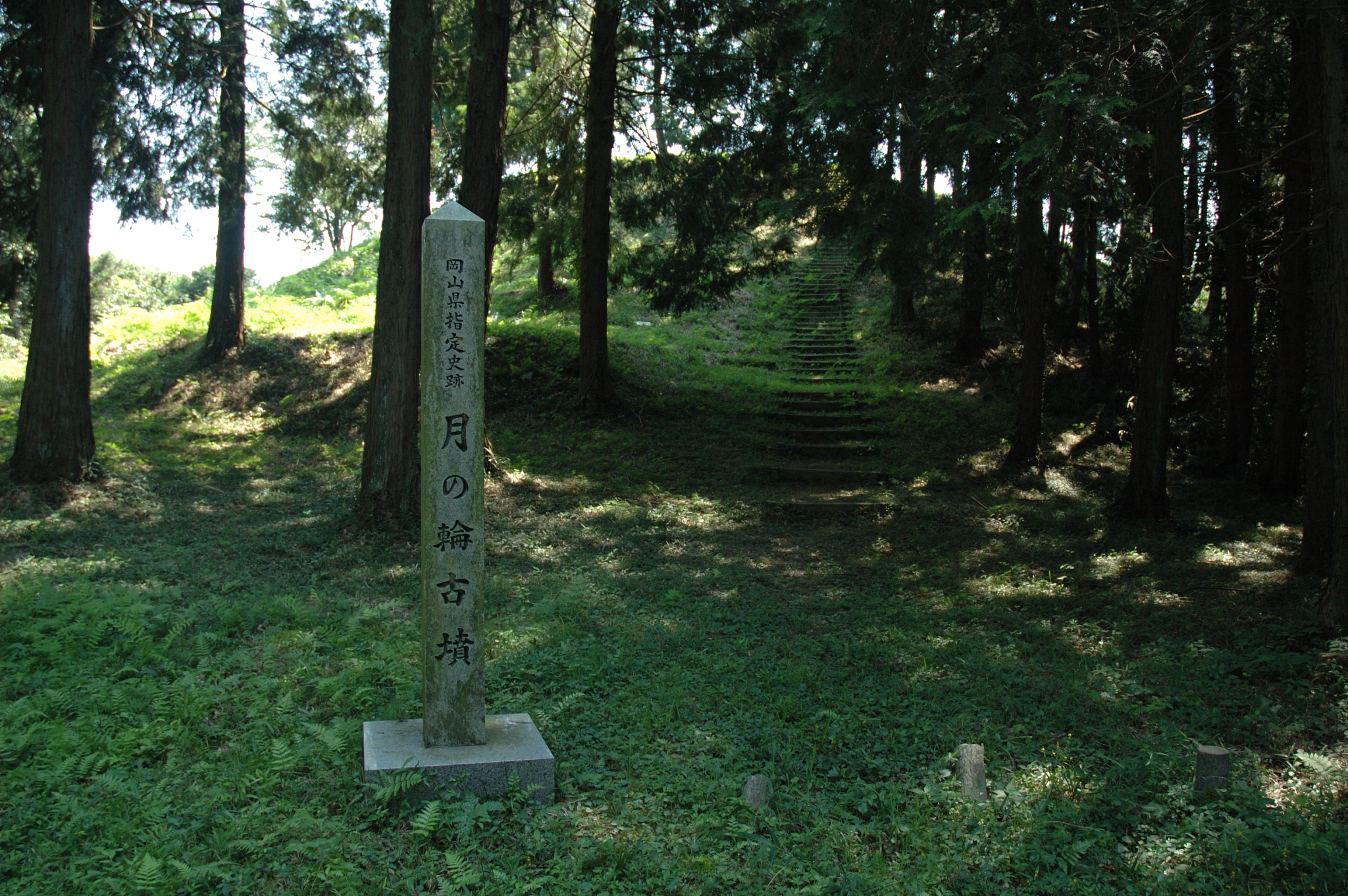
à Misaki, préfecture d'Okayama

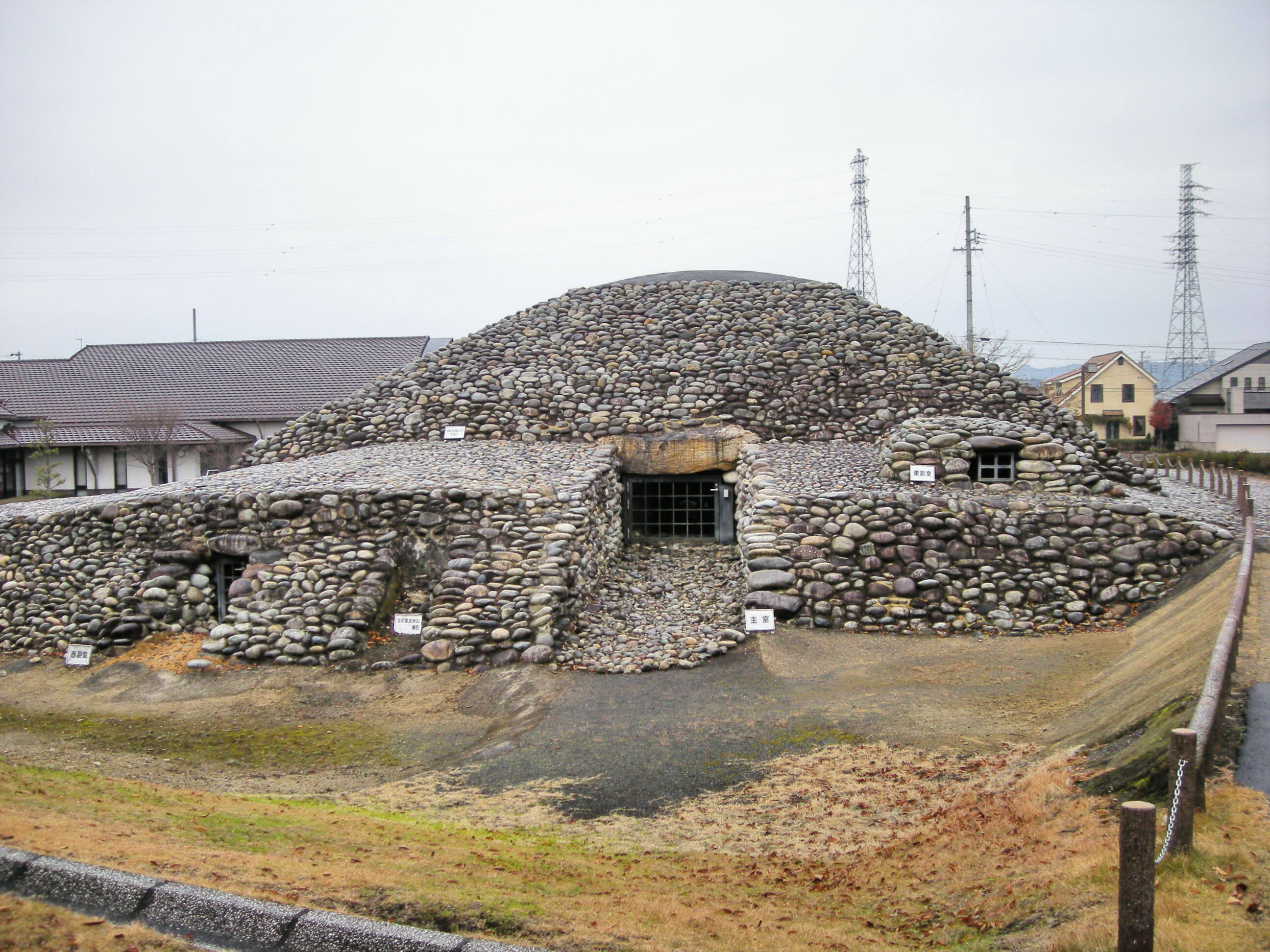
Monticule de Jirobēzuka No. 1 à Kani, dans la préfecture de Gifu, couvert de fukiishi constitué de pierres du lit de la rivière.

Les fouilles des fukiishi étaient presque inexistantes avant la seconde guerre mondiale. Ce n'est qu'après la guerre qu'ont eu lieu l'examen scientifique, la vérification et l'arpentage des pierres.
En 1953, Yoshirō Kondō (ja) dirigea un groupe de spécialistes, de locaux et d'étudiants dans une fouille au Tsukinowa kofun à Misaki à Okayama. Le groupe  étudia les trois quarts du kofun, d'une hauteur de 10 m et de 60 m de diamètre . Le rapport publié en 1960 donnait l'étendue de la distribution, la forme et la taille, l'analyse pétrologique, l'analyse technique de la méthode de couverture et une illustration minutieuse de la configuration des pierres individuelles. Le rapport estima le nombre de pierres à environ 80 000.
En réponse à l'augmentation rapide du développement à grande échelle dans la période d'après-guerre, qui conduisit à la destruction de ruines historiques, des fouilles urgentes furent effectuées dans le but d'un examen approfondi, plutôt que pour la conservation des documents. À la suite de ces premières recherches, Shōzō Haraguchi et Tadashi Nishitani publièrent un article en 1967 sur l'excavation du tumulus C1 du groupe Bentenyama kofungun à Takatsuki à Osaka. Le document renseigne sur les méthodes d'empilage, le poids et le nombre de pierres par unité de surface, les zones de collecte et les itinéraires de transport des pierres, ainsi que d'autres détails. Tadashi Aoki déclara qu'à la suite de ce rapport, presque aucun autre résultat d'une telle accumulation de détails vérifiables sur le fukiishi n'avait été produit. 
La recherche sur le fukiishi en est venue à exiger des connaissances liées à la technologie de la construction . Pour permettre la qualification scientifique et la quantification de la documentation de recherche, Hisanori Ishizuka appela à des recherches dans les domaines suivants:
1. Paléoécologie
2. Mécanique des sols
3. Ingénierie structurelle
4. Matériaux
5. Construction Fukiishi
6. Maçonnerie structurelle

## Matériaux et méthodes de construction
Le matériau du fukiishi était souvent constitué de galets et de pierres provenant de lits de rivières asséchés. Dans le cas des galets, une variété de pierres fut utilisée. Par exemple, le Matsuokayama kofun la fin du IVe siècle à Kashiwara dans la préfecture d'Osaka fut fait avec des dalles en andésites en piles verticales ou inclinées. D'autres sites utilisaient du chert, du grès, de l'ardoise, du basalte ou d'autres types de pierre[réf. nécessaire].
Les remblais étaient souvent construits avec de la terre transportée d'autres régions. L'analyse pollinique des kofuns des cinquième et sixième siècles des sites historiques de Kuboizumi-Maruyama à Saga a montré de nettes disparités dans la végétation du sol des faces des monticules et celle du milieu environnant. Cet exemple suggère que les bancs d'emprunt pour la construction des monticules se trouvaient dans des endroits éloignés.

### Méthodes de construction en pierre
Parmi les différentes méthodes de construction de tombes en pierre, il a été constaté qu'il existe quatre classifications différentes des structures de tumulus funéraires.

#### Type 1
Ces bâtiments comprennent un mur de pierre empilé avec un remblai épais et n'ont pas de base en pierre. Les exemples typiques de sépultures dans ce style sont le Kofun  Nakayama Otsuka (préfecture de Nara Tenri City), les tertres funéraires de la Montagne (Sakurai, préfecture de Nara), dans la partie arrière de l'ancien Inari Tomaru, Kyoto; ce sont les plus anciennes structures encore présente à Yamato.

#### Type 2
Cette méthode de construction se caractérise par l'empilement en deux étapes de la base en pierre. La pierre basale est empilée horizontalement et la maçonnerie subséquente est empilée sur le dessus. Ces monticules ont tendance à présenter des pentes raides de 30 degrés ou plus. Les meilleurs exemples de ce type de tumulus funéraire se trouvent dans le tumulus rouge de Tsuchiyama dans la ville de Tenri de la préfecture de Nara, sur le mont Xizhiduka et sur le monticule funéraire 1 de la montagne Miwa dans la préfecture d'Okayama de la ville de Tsuyama .

#### Classe 3-1
«  Pierre empilée  » est la classification de ce type de pierre, les pierres du sous-sol se chevauchent avec le corps principal de la structure. Le monticule Benten (C1) dans la ville de Takatsuki, préfecture d'Osaka, est un exemple représentatif de ce style de construction en monticule.

#### Classe 3-2
Ce type de tumulus n'empile pas de couches de pierre sur la fondation. Au lieu de cela, les pierres sont incrustées dans le sol selon une méthode appelée «collage de pierres».

#### Classe 3-3
La technologie de la construction évolue à mesure que les méthodes actuelles fusionnent avec les méthodes locales. Des exemples de ceci peuvent être trouvés dans la ville de Kashiwabara aux monts Tama 1 et Tama 7 (tertres funéraires de la montagne Tamane).

#### Classe 4
Cette méthode de construction suit la méthode de la « collage de pierres » de la classe 3-2. Les monticules affichent généralement des pentes peu profondes de 20 à 25 degrés. Les monticules se composent principalement de petites pierres avec des trous remplis de gravier; qui se trouve généralement dans le Saki Gouzanyama Kofun (tertres funéraires de la montagne Saki Gouran) dans la ville de Nara, préfecture de Nara.

## Objectif et fonction

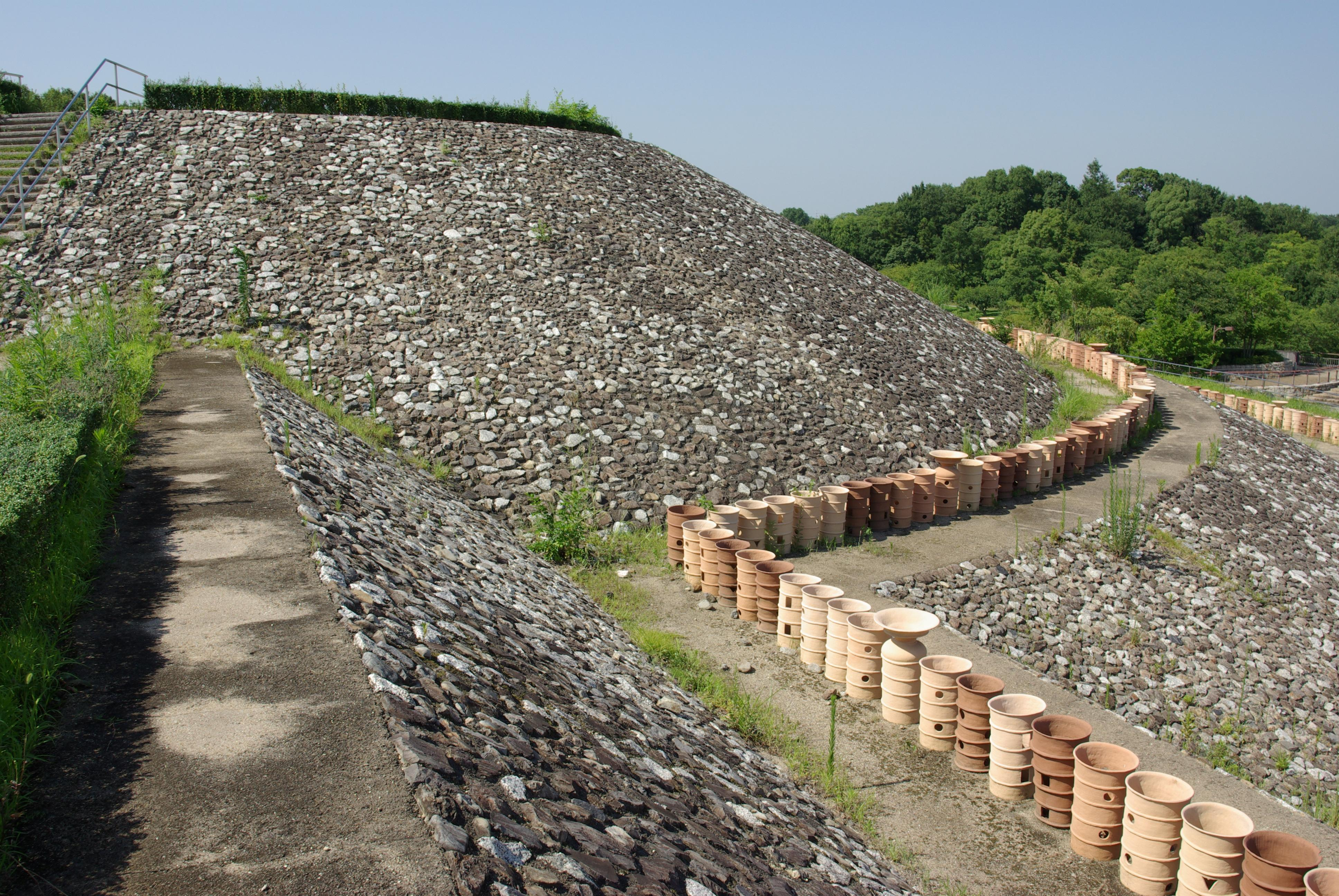
Le Nagare-san kofun du début du Ve siècle, de l'Umami kofungun groupe à Kawai dans la préfecture de Nara. La moitié du monticule restauré est recouverte de fukiishi.

Le but du fukiishi est vu, comme dans le récit de Kenji Takahashi de 1922, de protéger le tertre funéraire tout en le magnifiant. Comme ils ont été utilisés principalement sur les pentes et rarement sur les surfaces planes, on pense également qu'ils peuvent avoir servi à empêcher le ruissellement et peuvent avoir contribué à l'imperméabilisation et au drainage[réf. nécessaire]. Ils peuvent également avoir été utilisés pour montrer que le monticule était un sol sacré et saint et le différencier clairement des zones adjacentes. L'archéologue Kazuo Hirose (ja) note que l'utilisation du fukiishi peut être liée à un désir de rendre la royauté visible, et de montrer le lien du peuple avec la royauté, une caractéristique qu'il considère comme caractéristique des tumulus japonais par rapport à ceux d'autres pays asiatiques, et en particulier dans le cas de kofun en forme de trou de serrure.

## Disparition

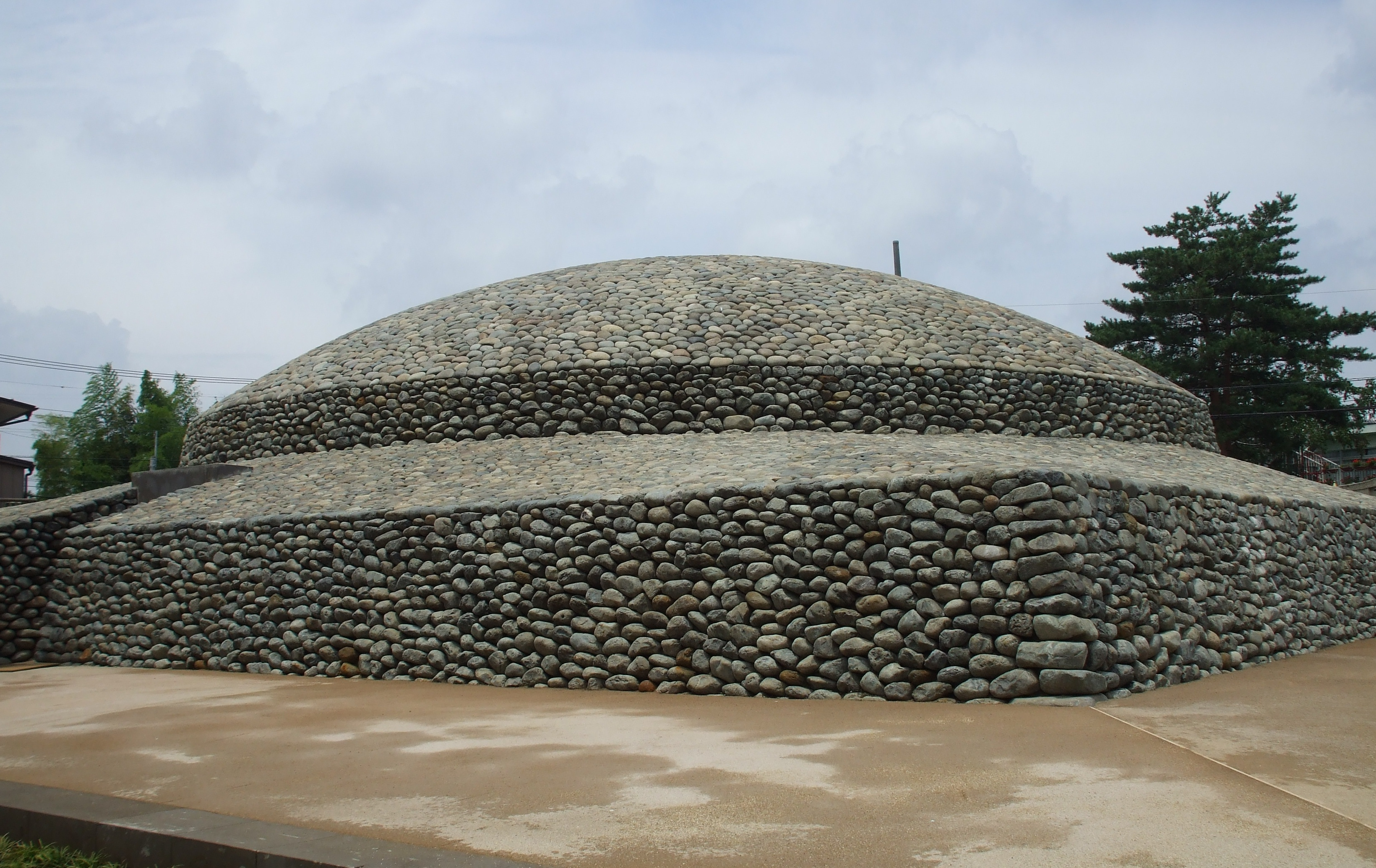
Kofun restauré au sanctuaire de Kumano à Fuchū à Tokyo

L'ampleur des constructions kofun a culminé au milieu de la période Kofun au milieu du Ve siècle, reflétant le pouvoir et l'influence de la structure politique et le statut social des défunts via la forme et l'échelle des tumuli. Vers la fin du Ve siècle, la construction des grands kofun en forme de trou de serrure et les groupes de kofun en couches a diminué[réf. nécessaire].
Au début du VIe siècle, l'échelle de la plupart des kofun en forme de trou de serrure à l'ouest de la région de Kantō a diminué, les Baichō (ja) tumuli  ("satellites")  plus petit ont commencé à disparaître et le fukiishi s'est fit plus rare. Le kofun à trois niveaux a connu une forte baisse au profit de ceux à deux niveaux. En dehors de la région de Kantō, le haniwa a cessé d'être utilisé. De la fin du VIe siècle au début du VIIe siècle, les tumuli des monarques ont changé de tumuli carré hōfun en tumuli octogonal hakkaku-fun (en). Parmi ceux-ci, les tertres funéraires en forme de dôme jōenkahōfun  (ja)  faits de fukiishi, comme Musashi Fuchū Kumano Jinja Kofun (ja) à Fuchū, Tokyo, sont remarquables. Néanmoins, à cette époque, les kofun cèdent rapidement le rôle de bâtiment rituel central aux temples bouddhistes, et l'adoption de techniques de construction en pisé se démarque[réf. nécessaire].
En ce qui concerne les kofuns de la période finale (ja), les pierres alignées du gaigo resseki ,  pour tracer la ligne du monticule sont reconnues, et ce que pourrait être appelé fukiishi ne se rencontre jamais. Le Gaigo resseki n'a jamais été empilé sur les monticules de la manière du fukiishi, et les techniques de construction de fukiishi ne leur ont pas été appliquées. Aoki a souligné que c'était calqué sur les techniques de décoration des fondations des temples bouddhistes.

## Galerie

Burial mounds with fukiishi
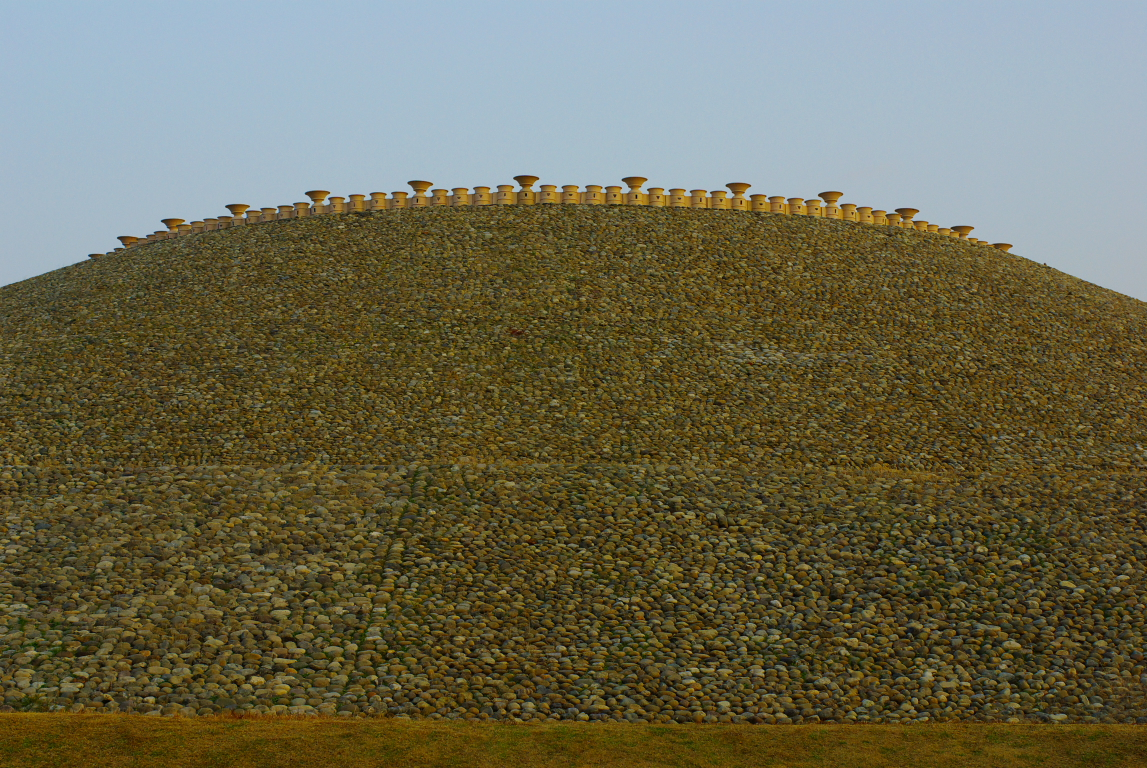
Goshikizuka le soir
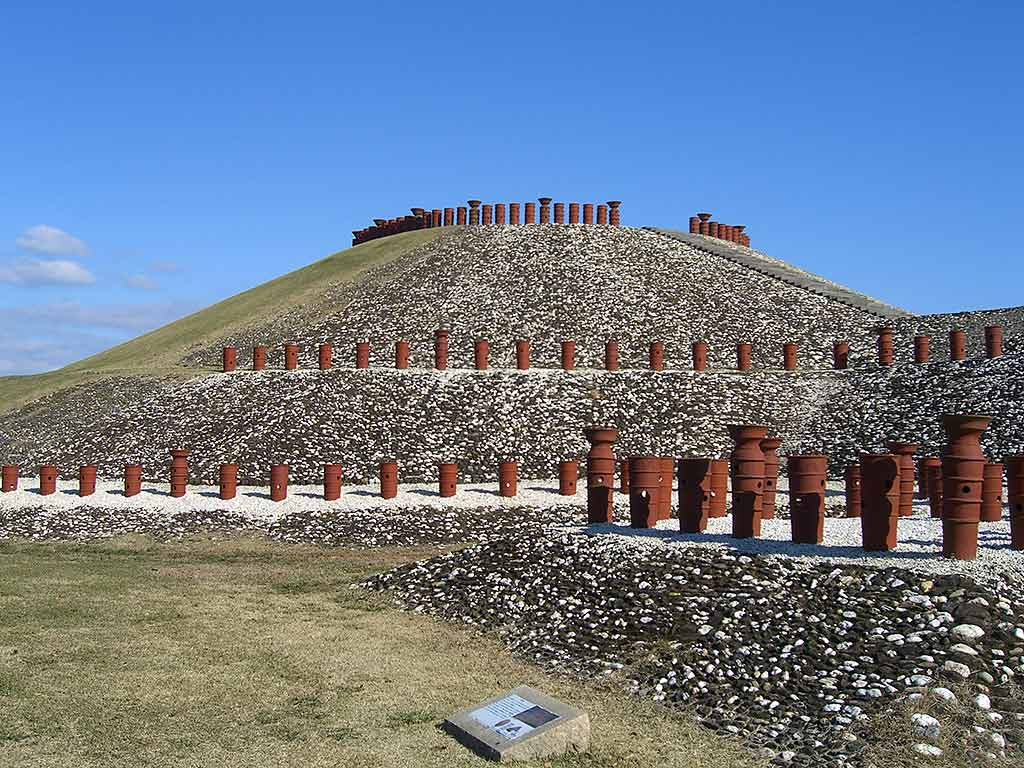
Kamezuka Kofun restauré à Ōita
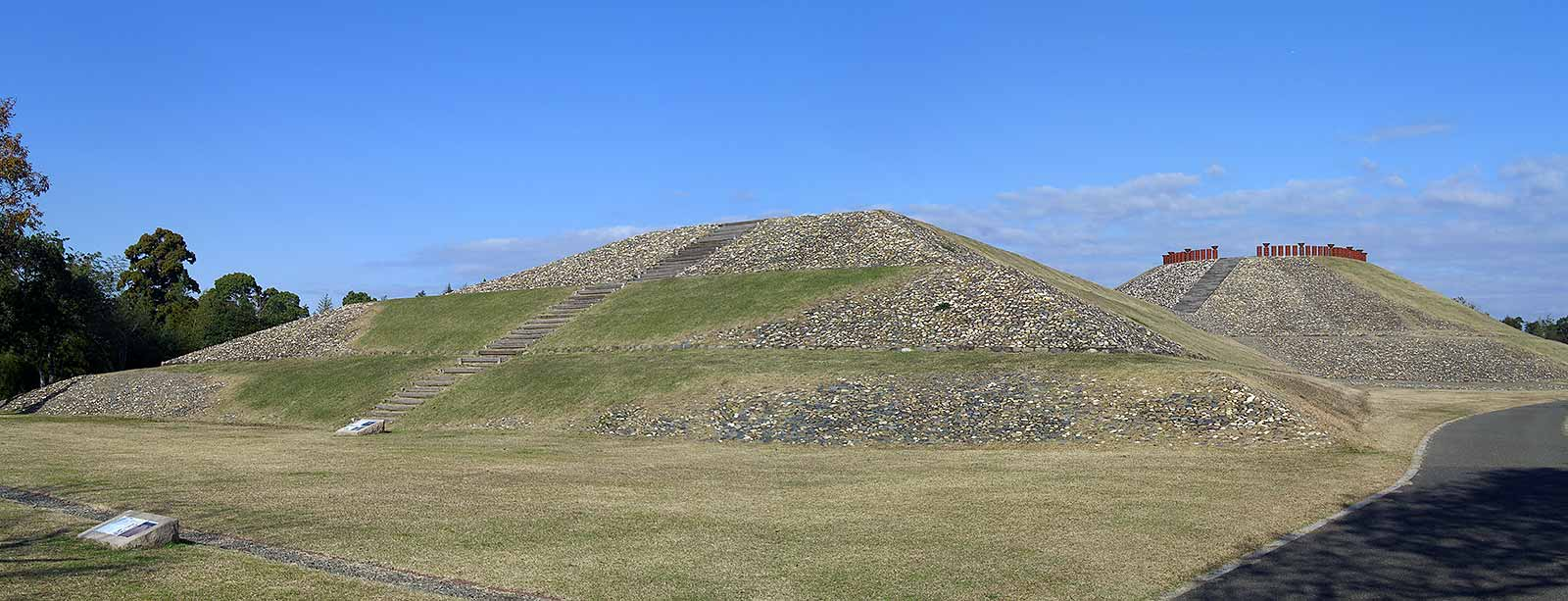
Kamezuka du sud
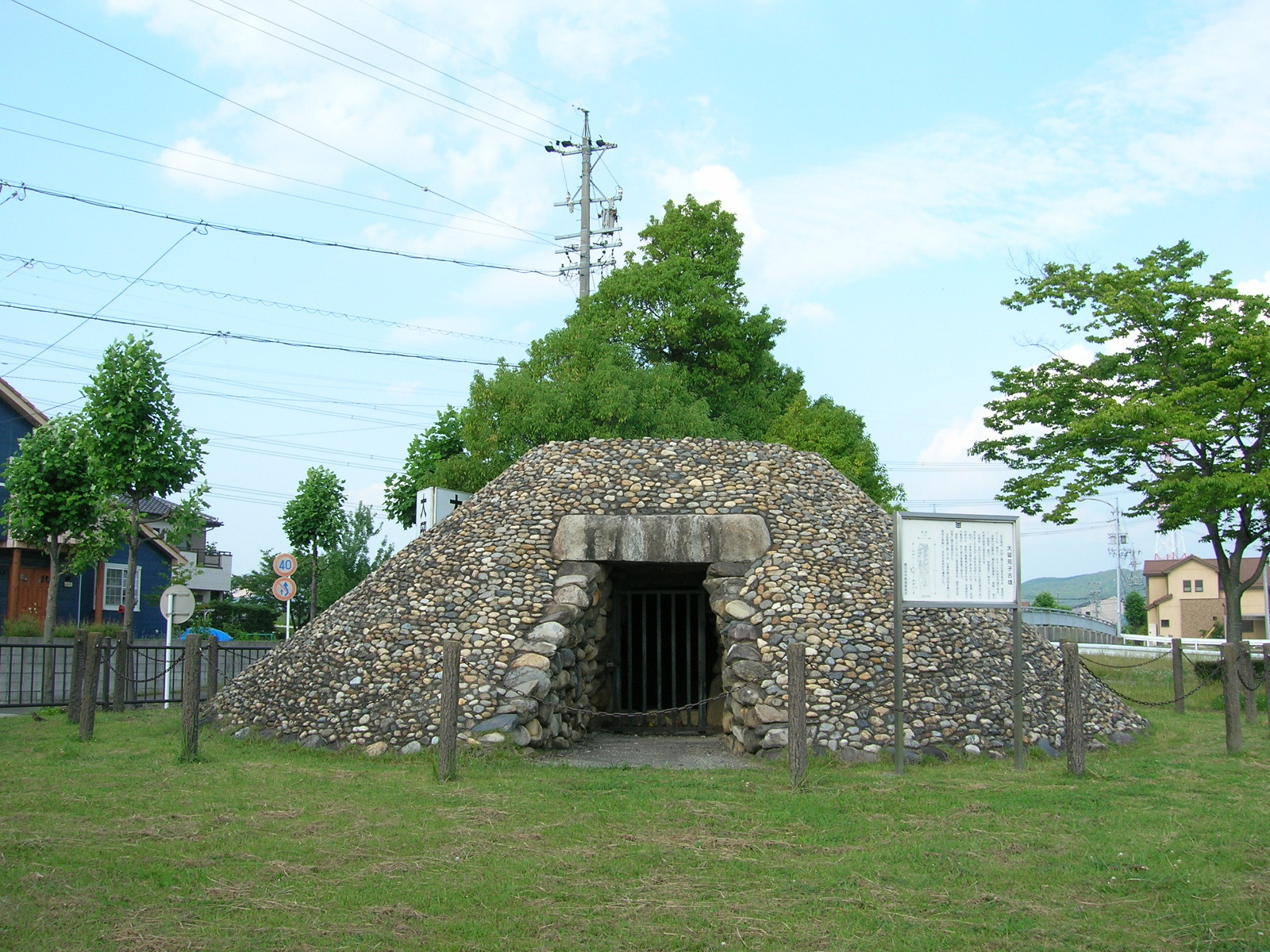
Ōdome Arako Kofun restauré au Kasugai, Aichi
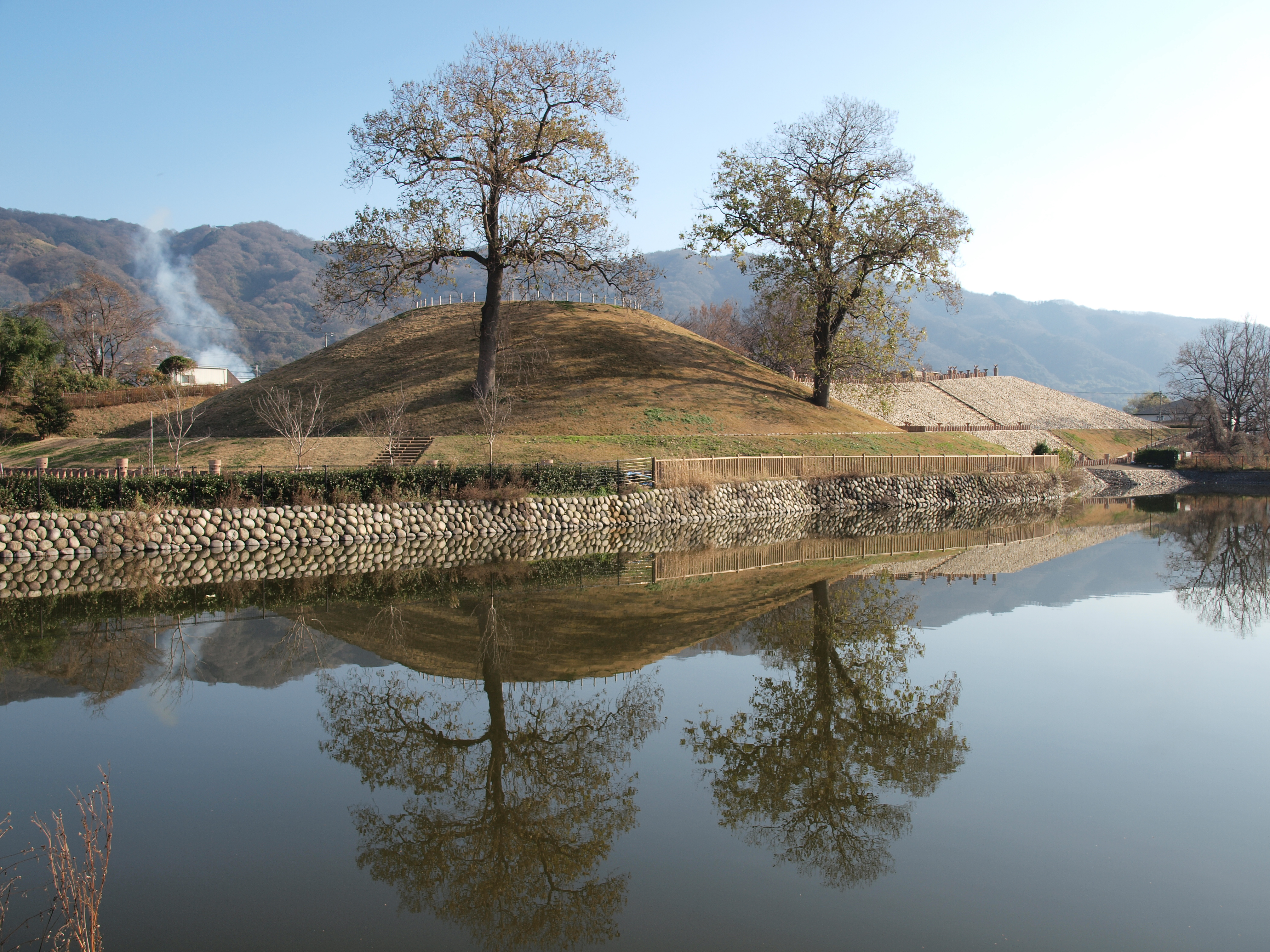
Shionjiyama Kofun à Osaka
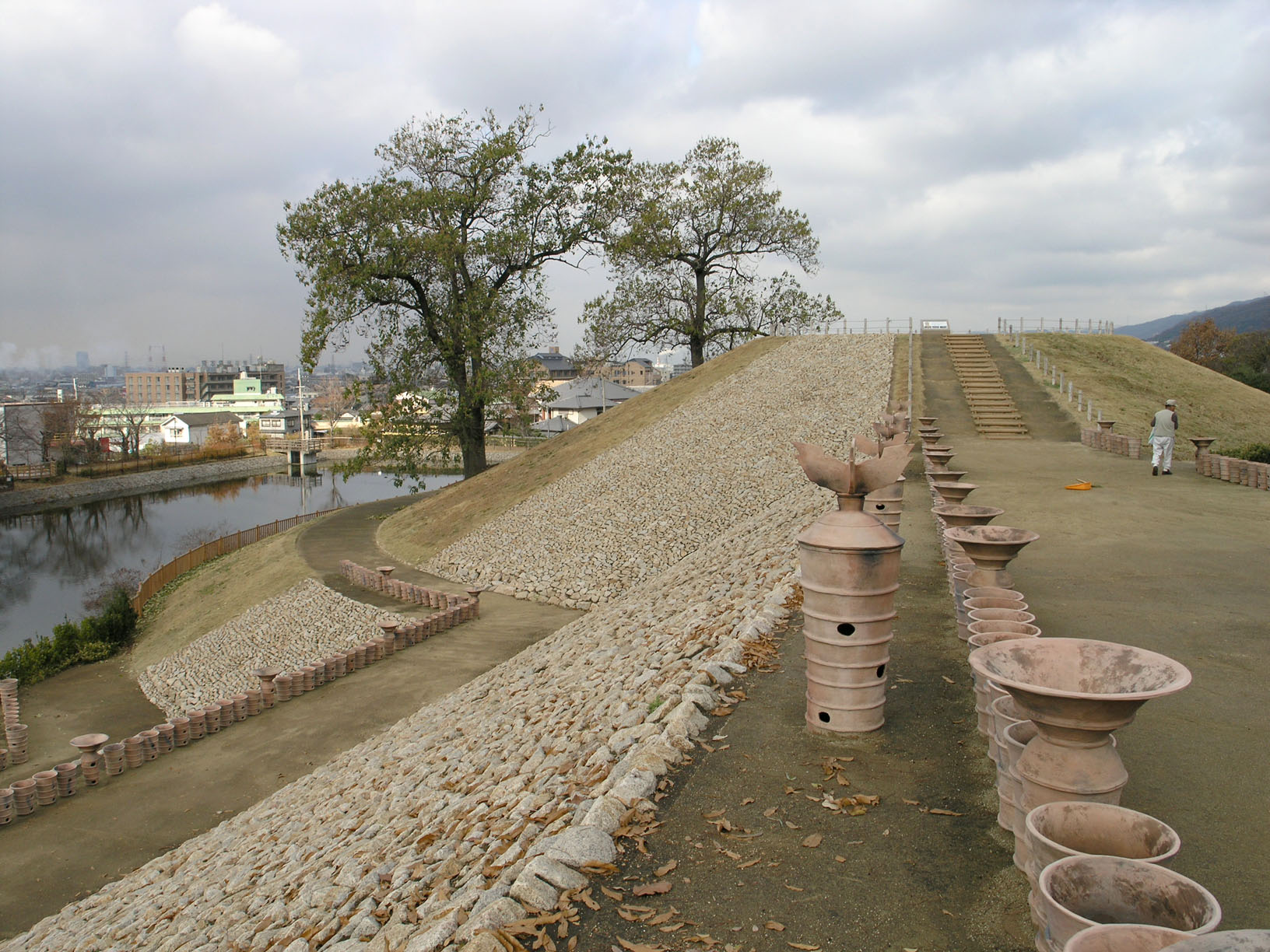
Shionjiyama Kofun